# Wausaukee (Wisconsin)
Wausaukee es una villa ubicada en el condado de Marinette en el estado estadounidense de Wisconsin. En el Censo de 2010 tenía una población de 575 habitantes y una densidad poblacional de 157,56 personas por km².

## Geografía
Wausaukee se encuentra ubicada en las coordenadas 45°22′42″N 87°57′17″O / 45.37833, -87.95472. Según la Oficina del Censo de los Estados Unidos, Wausaukee tiene una superficie total de 3.65 km², de la cual 3.62 km² corresponden a tierra firme y (0.85%) 0.03 km² es agua.

## Demografía
Según el censo de 2010, había 575 personas residiendo en Wausaukee. La densidad de población era de 157,56 hab./km². De los 575 habitantes, Wausaukee estaba compuesto por el 95.65 % blancos, el 0 % eran afroamericanos, el 1.22 % eran amerindios, el 0.17 % eran asiáticos, el 0 % eran isleños del Pacífico, el 0.52 % eran de otras razas y el 2.43 % pertenecían a dos o más razas. Del total de la población el 2.78 % eran hispanos o latinos de cualquier raza.